# Chadenet
Chadenet község Franciaország déli részén, Lozère megyében. 2011-ben 111 lakosa volt.

## Fekvése
Chadenet a Lot folyó völgyében fekszik Le Bleymard-tól 12 km-re nyugatra, 890 méteres (a községterület 859-1345 méteres) tengerszint feletti magasságban.
Nyugatról Sainte-Hélène és Pelouse, északról Allenc, keletről Bagnols-les-Bains és Saint-Julien-du-Tournel, délnyugatról pedig Lanuéjols községekkel határos.
A D901-es megyei út köti össze a Tourette-hágóval (8 km) és Le Bleymard-ral (12 km), a D27-es pedig Allenc és a Pierre Plantée-hágó (11 km) felé teremt összeköttetést. Vasúti megállóhely a Translozérien vasútvonalán.
A községhez tartoznak Le Bouchet, Le Crouzet, La Gare de Chadenet és Mont la Tour települések.

## Története
Chadenet a történelmi Gévaudan tartomány Tourneli báróságához tartozott.

### Demográfia
| Év   | Lakosság |
| ---- | -------- |
| 1793 | 170      |
| 1851 | 241      |
| 1876 | 216      |
| 1901 | 221      |
| 1936 | 184      |

| Év   | Lakosság |
| ---- | -------- |
| 1946 | 149      |
| 1954 | 128      |
| 1962 | 127      |
| 1968 | 101      |

| Év   | Lakosság |
| ---- | -------- |
| 1975 | 83       |
| 1982 | 103      |
| 1990 | 100      |
| 1999 | 97       |
| 2010 | 120      |

## Nevezetességei
- Saint-Privat-nak szentelt templomát 1258-ban említik először. A 16. század végén a hugenották elpusztították, de később újjáépült. Román stílusban épült, 17. századi főoltára műemlék. A templom előtt régi feszület áll.
- Oustal-Crémat-menhir.[2]

## Kapcsolódó szócikk
- Lozère megye községei